# Frieda Litschauer-Krause
Frieda Litschauer-Krause (* 1. April 1903 in Wien als Frieda Krause; † 24. November 1992 in Wien) war eine österreichische Cellistin.

## Leben und Wirken
Litschauer-Krause studierte an der Wiener Musikakademie, der heutigen Universität für Musik und darstellende Kunst Wien von 1918 bis 1920 Kirchenmusik und von 1921 bis 1924 Violoncello. Ab 1924 war sie Mitglied verschiedener Streichquartette, so etwa in dem 1939 gegründeten Steinbauer-Quartett. Während der NS-Diktatur war Frieda Litschauer-Krause eine vielbeschäftigte Künstlerin mit regelmäßigen Auftritten mit dem Steinbauer-Quartett aber auch als Kammermusikerin im Trio zusammen mit Bruno Seidlhofer (Cembalo) und Kurt Stumvoll (Viola). Von 1940 bis 1955 unterrichtete sie am Konservatorium der Stadt Wien. Ab 1947 war sie für fünf Jahre Solocellistin des Wiener Kammerorchesters. Sie lehrte von 1955 bis 1969 sowie von 1985 bis 1988 an der Wiener Musikakademie die Instrumente Violoncello und Gambe. Zu ihren Schülern zählt der spätere Leiter des Franz Schubert Konservatoriums Helmut Neumann.
Frieda Litschauer-Krause war mit Franz Litschauer verheiratet, dem Dirigenten des NS-Frauen-Symphonie-Orchesters Gau Wien und Gründer des Wiener Kammerorchesters. Ihre gemeinsame Tochter Heidi (* 14. Dezember 1944) war von 1957 bis 1970 Mitglied des Wiener Trios und 1978 ein Gründungsmitglied des Streichquintetts Mozarteum.

## Ehrungen
- 1957 Professorentitel
- 1966 Österreichisches Ehrenkreuz für Wissenschaft und Kunst